# Mat '54
Materieel '54 (Mat '54) was een serie twee- en vierdelige elektrische treinstellen van de Nederlandse Spoorwegen, vernoemd naar het jaar waarin de eerste bestelling is geplaatst. Vanwege de kenmerkende vorm van de neus werden ze informeel vaak aangeduid als Hondekop.
Tussen 1956 en 1962 zijn in totaal 73 vierwagenstellen (Plan F, G, P) en 68 tweewagenstellen (Plan F, G, M, Q) geleverd, door Allan (Plan F, G, M) te Rotterdam, Beijnes te Haarlem (Plan G) en Werkspoor te Utrecht (Plan F, G, P, Q). De elektrische installatie werd hierbij steeds geleverd door Heemaf te Hengelo (Overijssel).
De tweewagenstellen kregen de nummers 321-365 en 371-393 en de vierwagenstellen de nummers 711-757 en 761-786. Bij de vierwagenstellen hebben later nog enkele vernummeringen plaatsgevonden.
Het materieel '54 was bedoeld voor sneltreindiensten. Een snelle acceleratie was hierbij van minder belang dan het comfort. De treinstellen zijn degelijk geconstrueerd, wat leidde tot een relatief hoog gewicht per zitplaats. Voordeel hiervan was een (voor die tijd) zeer comfortabele loop. De Hondekoppen zijn tot op heden de zwaarste treinstellen die dienst hebben gedaan bij een Europese spoorwegmaatschappij.
De kenmerkende neus was bedoeld om de machinist bij aanrijdingen een betere bescherming te bieden dan bij het oudere stroomlijnmaterieel het geval was. Het comfort van de machinist was beperkt: de eerste jaren moest deze het doen met een klapzitje, dat later vervangen werd door een betere stoel.
De vierwagenstellen waren in technisch opzicht vrijwel identiek aan de tweewagenstellen. De topsnelheid bedroeg 140 km/h. Het continuvermogen van een vierwagenstel bedroeg 1360 kW bij een gewicht van circa 210 ton, welke cijfers voor een tweewagenstel ongeveer gehalveerd kunnen worden. Door de elektrische en pneumatische verbindingen in de Scharfenbergkoppelingen konden de stellen in treinschakeling rijden met de treinstellen Mat '35, Mat '36, Mat '40 en Mat '46.
In 1968 verscheen de 359 als eerste treinstel in de nieuwe gele huisstijl van de NS. Het duurde tot 1980 voordat bij het laatste treinstel de oorspronkelijke groene beschildering (met rode bies en later gele snor) was vervangen.
Vanaf 1989 werden de treinstellen buiten dienst gesteld. Deze buitendienststellingen zijn over zeven jaren uitgespreid. In 1993 gingen de laatste met asbest geïsoleerde treinstellen (Plan F, G en M) buiten dienst. De jaren daarna volgden de met glaswol geïsoleerde treinstellen (Plan P en Q). De laatste reguliere rit van een hondekop in de reizigersdienst vond plaats in januari 1996.

## Verbouwingen
Treinstel 776 was in 1969 voor de helft uitgebrand. In 1970 kwam dit treinstel met geheel nieuw interieur weer op de baan. Hierbij werden twee tweedeklasrijtuigen verbouwd tot extra eersteklasrijtuigen. Het treinstel werd hiermee ingezet in de 'ambtenarentrein' (trein 501/502 tussen Groningen en Den Haag). Om het onderscheid van de normale treinstellen te verduidelijken kreeg het treinstel nummer 1970.
Vanaf 1969 werden de treinstellen voorzien van een centrale deursluiting, wat een tijdwinst opleverde doordat de conducteurs de deuren niet meer afzonderlijk hoefden te sluiten. Hiervoor was een aanpassing van bekabeling en luchtleidingen noodzakelijk. Na het sluiten werden de deuren echter niet vergrendeld, zodat het mogelijk bleef tijdens het rijden de deuren te openen.
In navolging van de 776/1970 is vanaf 1972 een aantal vierwagenstellen voorzien van een nieuw interieur. Hierbij zijn de stoelen net als in de 1970 niet meer tegenover elkaar, maar vooral achter elkaar geplaatst. Doordat bij dit nieuwe interieur, met meer beenruimte voor de reizigers, het totale aantal zitplaatsen verminderde, werd later besloten om bij de nog te verbouwen treinstellen een deel van de bagageafdeling te verbouwen tot reizigersafdeling. De treinstellen met vernieuwd interieur kregen een blauwe strook om de ramen heen en werden ingezet als herkenbare intercitytrein. De eerste paar verbouwde treinstellen kregen zelfs een Intercitylogootje op de neus geplakt, maar dat verdween weer kort daarna. Het Nederlandse intercitynet was net in 1970 opgezet in het kader van het nieuwe dienstregelingconcept Spoorslag '70.
Allereerst werden in 1972 de treinstellen 773, 775 en 777-786 verbouwd. De stellen 773, 775, 777-779 kregen hierbij de nummers 787-791 zodat de aansluitende serie 780-791 ontstond. Wegens succes werden tussen 1975 en 1981 nog eens 25 treinstellen verbouwd tot intercitystel. De eerste klasse werd bij deze verbouwing niet van nieuwe stoelen voorzien. Wel werd, zoals vermeld, een deel van de bagageruimte opgeofferd om plaats te maken voor een aantal zitplaatsen. De treinstellen kregen een "1" voor hun oorspronkelijke nummer. Ook de stellen 780-791 werd vernummerd in 1780-1791. Toen de locomotieven van de serie 1700 in 1991 in dienst kwamen, kregen de intercitystellen, inclusief de 1970, hun oude nummer terug.
Het bij de treinkaping bij De Punt in mei en juni 1977 betrokken vierdelige stel 747 was na de bevrijdingsactie doorzeefd met kogels en zwaar beschadigd maar werd toch hersteld. Het nummer was echter bij het publiek bekend, de kapers hadden 747 als codenaam gekozen. In 1991 werd daarom besloten het nummer te veranderen in 758. Dit nummer had daarvoor niet bestaan. De 758 werd twee jaar later in 1993 gesloopt.
Bij de treinkaping bij Wijster anderhalf jaar eerder in december 1975, waren twee gekoppelde tweedelige Hondekoppen 328 en 378 betrokken.

## Inzet
De treinstellen zijn gebouwd voor de langeafstandsverbindingen. In de loop van de jaren vijftig werden naast de Randstad, ook de andere grote steden in Nederland met elektrische treinen bereikbaar. Het materieel '54 werd dan ook ingezet in de verbindingen naar alle uiteinden van het land. Zo behoorden onder andere de Noordoostverbindingen tussen de Randstad en Groningen, Leeuwarden en Enschede en de verbinding tussen Amsterdam en Vlissingen jarenlang tot het vaste inzetgebied van de treinstellen.
Bij het invoeren van het nieuwe dienstregelingconcept Spoorslag '70 werd het materieel '54 aangewezen om een belangrijk deel van de intercitydiensten te rijden. Zoals vermeld werd hiervoor een groot aantal vierwagenstellen voorzien van een nieuw interieur en een nieuwe geel-blauwe beschildering. In de praktijk werd echter bij de inzet van het materieel geen onderscheid gemaakt tussen de intercitytreinstellen en de niet verbouwde treinstellen. Het materieel '54 bleef op de genoemde lijnen rijden, maar werd ook ingezet in de intercitydiensten Amsterdam – Nijmegen en Zwolle – Vlissingen.
Tot halverwege de jaren tachtig had het materieel '54 vrijwel alleenheerschappij op de genoemde verbindingen. Met de komst van de ICM treinstellen kwam hier echter een einde aan. Allereerst verdween het materieel '54 uit de Noordoostverbindingen. De intercitydienst tussen Hoofddorp en Groningen en Leeuwarden was hierbij de eerste verbinding, gevolgd door de diensten tussen Den Haag en Rotterdam en Enschede. In 1990 was de intercityverbinding tussen Den Haag en Rotterdam en Groningen en Leeuwarden aan de beurt. Als laatste verdween het materieel '54 in 1994 uit de intercitydienst tussen Hoofddorp en Enschede. Dat jaar verdween het materieel ook uit de intercitydiensten Amsterdam – Vlissingen en een jaar later verdwenen ze ook tussen Den Haag en Venlo. De treinstellen bleven tot het laatst rijden tussen Zwolle en Roosendaal.
Ondertussen werden in 1990 twee nieuwe spitssneltreinen ingevoerd. Deze zogenaamde IC '90-treinen reden tussen Den Haag/Rotterdam en Arnhem/Nijmegen en tussen Zwolle en Eindhoven. De laatstgenoemde serie had echter ook begin- en eindbestemmingen als Groningen, Leeuwarden, Roermond en Maastricht. Een belangrijk deel van deze treinen werd gereden door het vrijgekomen materieel '54. De treinstellen waren hierdoor weer in het hele land te zien.
Behalve de genoemde intercitydiensten reed het materieel '54 ook diverse spits- en stoptreindiensten, vooral rond Utrecht en Eindhoven en tussen Zwolle en Groningen. Na het gereedkomen van de elektrificatie van de spoorlijn Zwolle – Emmen in 1987 werd ook deze lijn enkele jaren inzetgebied van de treinstellen. Ook verschenen de treinstellen regelmatig in de spitsdiensten in Noord-Holland en tussen 1991 en 1993 in Zuid-Limburg.

## Opvallende treinstellen
Verschillende treinstellen zijn, bijvoorbeeld door een bakwisseling, korte of lange tijd afwijkend geweest van de rest van de treinstellen. Zo reed in 1985 het gele treinstel 722 met de BDk van de geel-blauwe 1748 rond. Beide treinstellen hadden schade opgelopen en met de onbeschadigde bakken kon zo toch een treinstel op de baan gehouden worden. Behalve deze tijdelijke bakwisseling waren er ook nog twee opvallende permanente bakwisselingen waarbij een bak van een tweewagenstel is opgeofferd om een beschadigd vierwagenstel compleet te maken. Treinstel 773 kreeg eind jaren zeventig de Bk van de 380 en de 768 kreeg in 1992 de voormalige ABDk van de 391. De 391 reed overigens al sinds 1974 met de Bk van de 732.

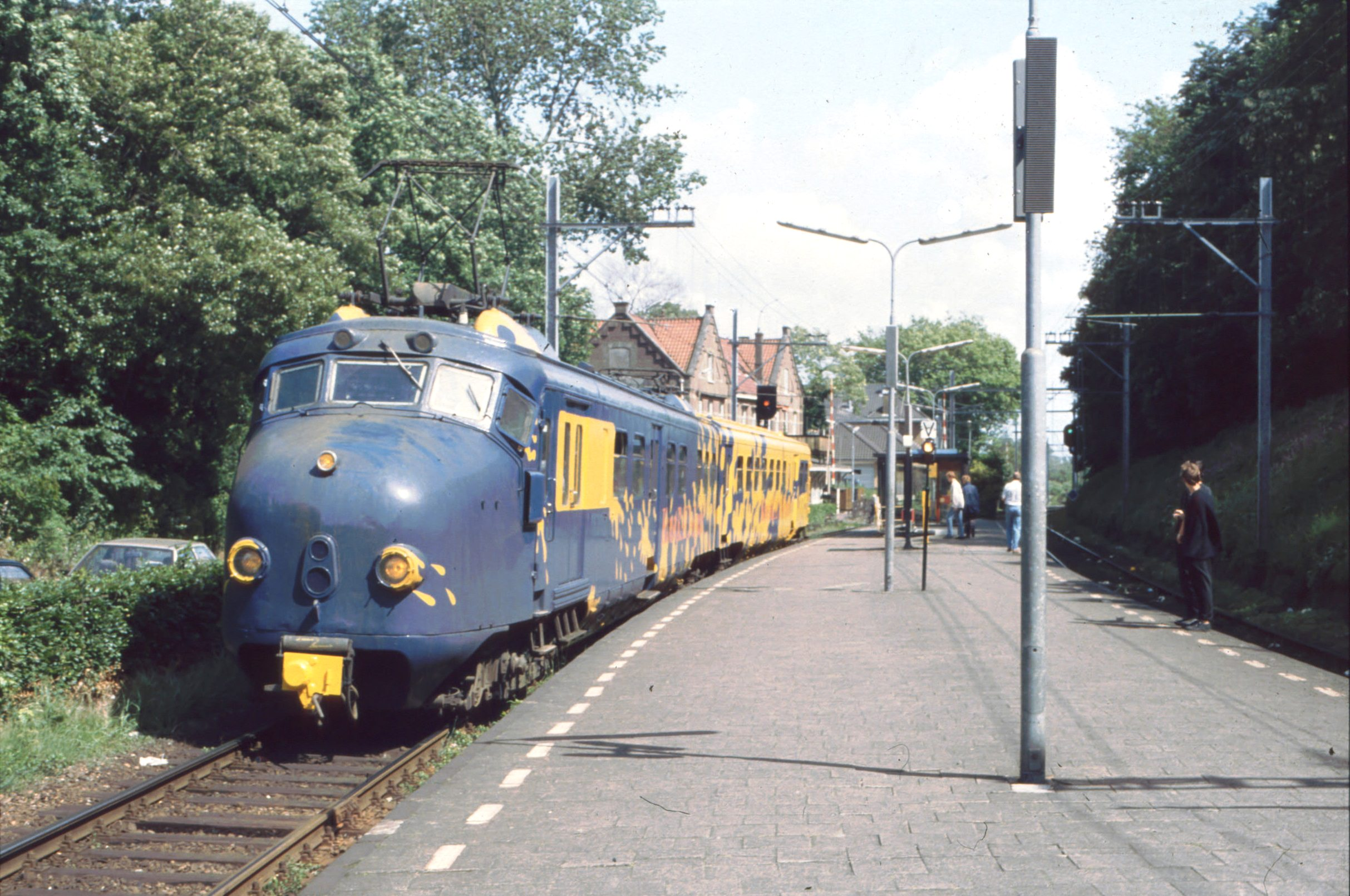
Treinstel 363 als Kunsttrein te Overveen; 1993

Tegen het einde van de actieve dienst verschenen steeds meer treinstellen in verschillende uitvoeringen en op bijzondere plaatsen. Tweewagenstel 322 deed bijvoorbeeld in 1992 dienst als filmzaal op de Floriade in Zoetermeer. Het stel was hiervoor per dieplader naar het terrein gebracht. De Bk en een deel van de ABDk deden dienst als filmzaal en de kop van de ABDk diende als blikvanger aan de andere zijde van de dijk langs de spoorlijn Gouda - Den Haag. Treinstel 363 reed in mei 1993 in een bijzondere beschildering als "Kunsttrein" rond ter promotie van de KunstRAI. Vierwagenstel 763 werd in 1995 als tentoonstellingstrein ingezet om Artikel 1 van de Grondwet in het hele land te promoten. Het stel was hiervoor wit geschilderd en voorzien van rode en blauwe banen. Uiteindelijk werd het treinstel in 1996 gesloopt.
Treinstellen 388, 765 en 766 (zeer kort) kregen in hun laatste dienstjaren grijze uitvoeringen van de neusbeschilderingen uit de tijd dat de stellen groen waren. Treinstel 775 kreeg het bescheiden intercitylogo, dat in 1972 de eerste intercitystellen voor korte tijd sierde, op een van de neuzen. Nadat het stel buiten dienst gesteld was, is één zijde van het stel in de oorspronkelijke intercitykleuren geschilderd. Dus met een blauwe band alleen rond de ramen en grijze deuren.

## Afscheidsritten
In het jaar 1993 kreeg treinstel 321 de oude grasgroene kleur en gele biezen terug om in september samen met de gele 359, voorzien van originele snor, twee afscheidsritten te rijden. Later werd het stel nog bij enkele bijzondere ritten ingezet. Treinstel 381 werd anderhalf jaar later teruggebracht in de groene kleurstelling met rode biezen. Omdat de zogenaamde "glaswolstellen" nooit in deze kleurstelling hebben rondgereden, kreeg het stel het nummer 348. Het treinstel reed in juni 1995 samen met de 393 een afscheidsrit, georganiseerd door de Werkgroep 1501. Hierna verscheen het treinstel in verschillende ritten en open dagen en bracht het samen met de 765 en 770 een groot aantal treinstellen van Zwolle naar de sloperij in Amsterdam. In oktober 1997 werd het stel zelf naar de sloper gebracht. Ten slotte werd in oktober 1995 treinstel 374 van een alternatieve beschildering voorzien om enkele afscheidsritten te rijden.

## Bewaarde treinstellen

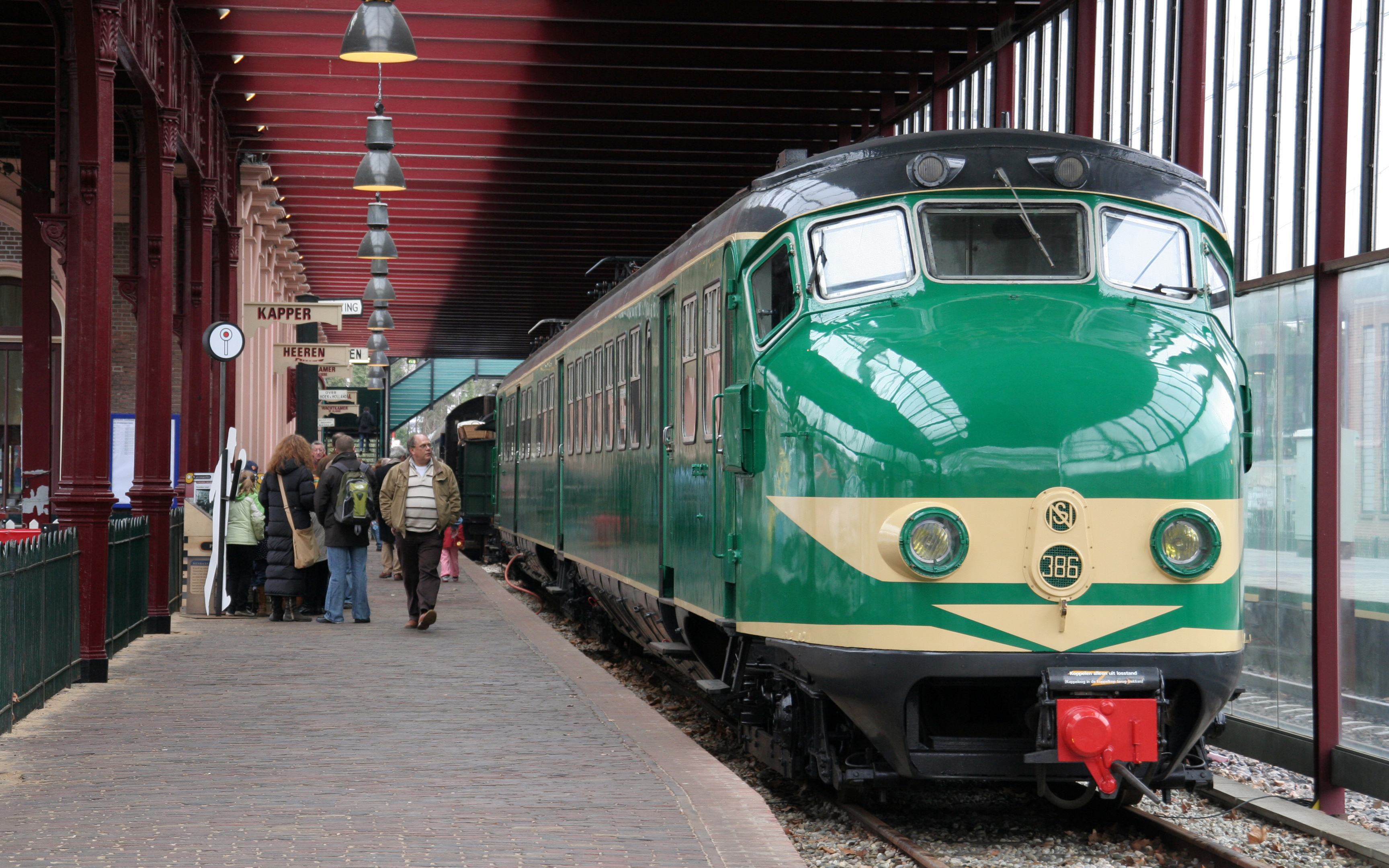
Tweewagenstel 386 van het Nederlands Spoorwegmuseum

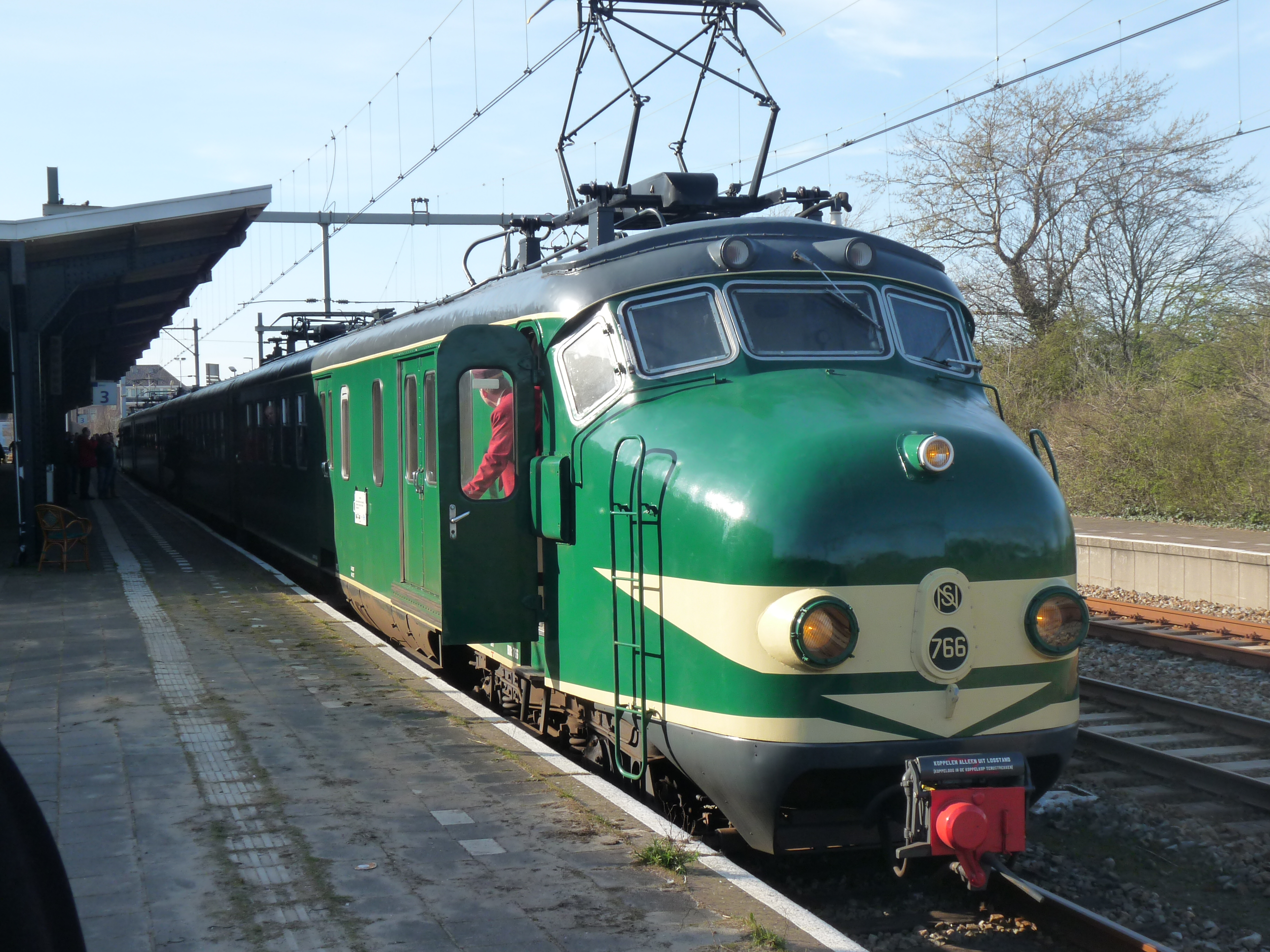
Vierwagenstel 766 van Stichting Hondekop

Van deze serie zijn twee volledige treinstellen als officieel museummaterieel bewaard gebleven. Tweewagenstel 386 is opgenomen in de collectie van het Spoorwegmuseum te Utrecht. Het treinstel werd vanaf juni 2009 ingezet als Heimwee Express tussen het Spoorwegmuseum en Hilversum. Deze treindienst werd elk laatste weekend van de maand uitgevoerd met rijvaardig materieel van het museum.
Vierwagenstel 766 is sinds 1995 eigendom van de Stichting Mat '54 Hondekop-Vier. Na enkele jaren in de oorspronkelijke groene kleur te hebben gereden, werd het treinstel 766 in 2007 weer geel. Dit had te maken met de rol die het treinstel speelde in twee films over de treinkapingen in Wijster en De Punt die in 2007 (film 'Wijster') en 2008 (film 'De Punt') zijn opgenomen. Het treinstel is hierbij vooral voor de buitenopnames gebruikt. Voor de binnenopnames is gebruikgemaakt van treinstel 386.
Treinstel 766 onderging vanaf medio 2011 uitgebreid onderhoud aan het casco. Daarbij werd bak voor bak alle lak, grondverf en plamuur met een straalinstallatie verwijderd. Vanaf het blanke staal werd de laklaag dan weer opgebouwd. Het stel werd in de oorspronkelijke groene kleur teruggebracht maar het later aangebrachte coachinterieur bleef vooralsnog gehandhaafd. In juni 2016 waren de onderhoudswerkzaamheden gereed en kon het treinstel weer ritten gaan maken.
Nadat alle bakken van het treinstel waren behandeld, verscheen het weer met regelmaat op de baan. Het is sindsdien beschikbaar voor speciale ritten voor donateurs en daarnaast ook inzetbaar voor bijzondere ritten voor particulieren en bedrijven. De bij de revisie aangebrachte verflaag was echter geen lang leven beschoren, doordat hij na een aantal jaren begon af te bladderen en daardoor in de loop van 2021 opnieuw geheel moest worden vervangen.
Het treinstel is als rijdend industrieel erfgoed ingeschreven in het Register Railmonumenten met een A-status, wat betekent dat het wordt beschouwd als een unieke vertegenwoordiger van een voor Nederland representatief type railvoertuigen.
Naast de twee genoemde treinstellen stond het tweewagenstel 375 in het Verkeerspark Assen. Het verkeerspark heeft het stel in 2013 verkocht; het gaat een derde leven tegemoet op camping Land uit Zee in Wieringerwerf, waar het in 2018 in vier delen naar toe is gebracht.
Ook de kop van de ABk 382 is bewaard gebleven, hij staat bij een particulier in het kleine Spoorwegmuseum Waterhuizen, nabij Groningen.

## Beneluxtreinstellen

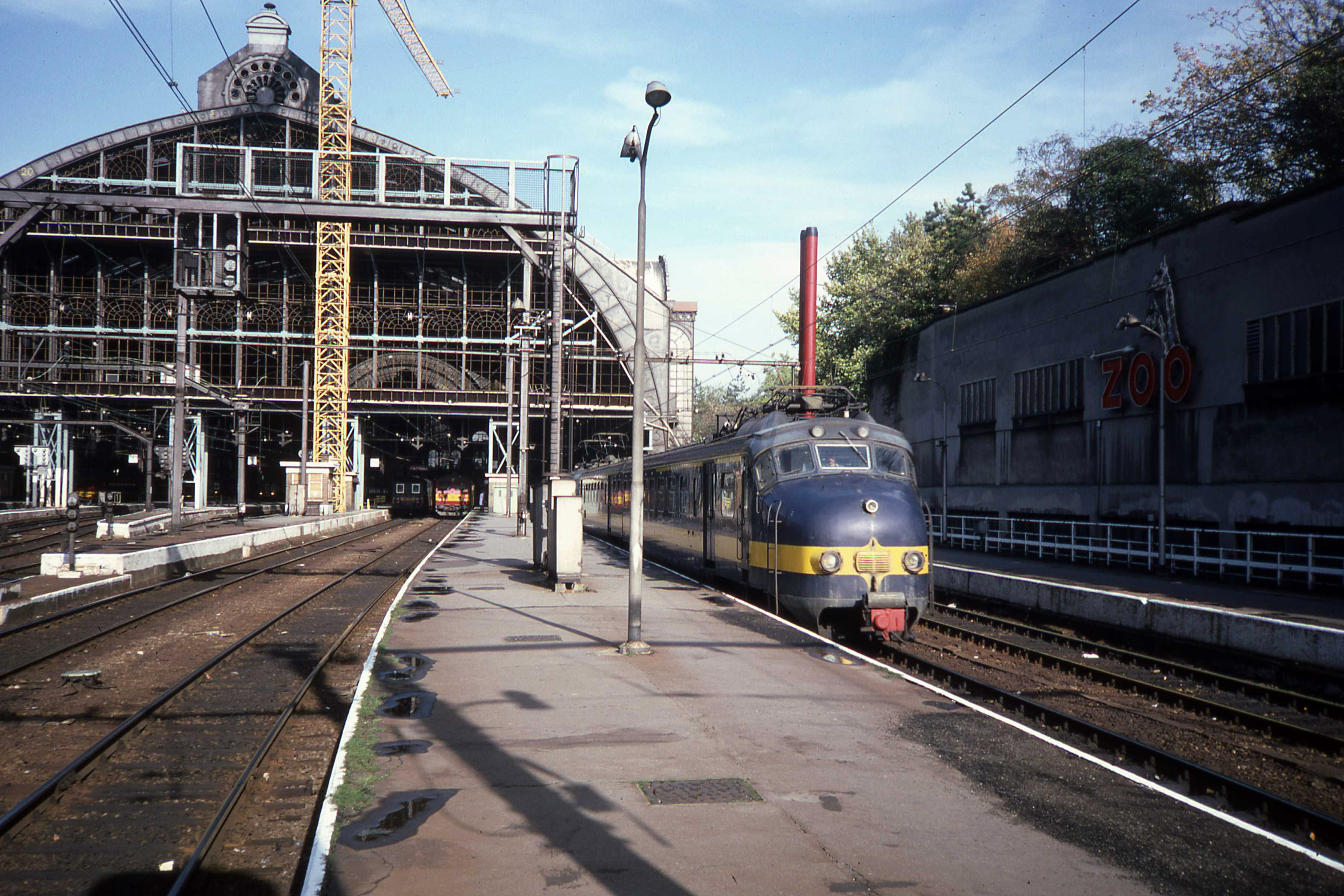
Een Mat '57 elektrisch tweewagenstel in de Beneluxtrein te Antwerpen Centraal

In 1957 werd de spoorlijn Antwerpen – Roosendaal geëlektrificeerd. Voor de Beneluxdienst tussen Amsterdam en Brussel zijn in dat jaar 12 tweewagentreinstellen aangeschaft (Mat '57). Afgezien van de kleur (donkerblauw met een brede gele band) waren ze uiterlijk grotendeels gelijk aan de overige Hondekoppen.
Technisch weken ze sterk af.
De tractie-installatie was van Belgisch fabricaat: ACEC te Charleroi in samenwerking met SEM te Gent. Door een andere wijze van schakeling van de tractiemotoren konden ze zowel op het Nederlandse net (1500 volt) als het Belgische net (3000 volt) rijden. Voor beide spanningen waren aparte pantografen aangebracht omdat de bovenleiding in België lichter uitgevoerd is.
De stellen konden in treinschakeling rijden met alle toen bestaande Nederlandse elektrische stroomlijntreinstellen (Mat '35, Mat '36, Mat '40, Mat '46 en Mat '54). Met de Belgische treinstellen en buffermaterieel bestond die mogelijkheid niet. Het samenrijden met de Nederlandse stellen verliep niet altijd vlekkeloos doordat de volgordeschakelwals van Jeumont-Heidmann anders schakelde.
Meestal reden de Beneluxtreinstellen op het Nederlandse traject (Amsterdam – Roosendaal) gekoppeld met de intercity Amsterdam – Vlissingen v.v. In Roosendaal werd de trein gesplitst en gecombineerd. Door de afwijkende kleur was voor de reizigers goed zichtbaar welk deel naar Vlissingen en welk deel naar Brussel ging.
De indeling (ABKk & BDk) week af van die van de andere Hondekoptweewagenstellen. De bagageruimte was iets kleiner vanwege de zware vermogensschakelaar die wegens ruimtegebrek niet meer (zoals alle overige tractieapparatuur) onder het rijtuig aangebracht kon worden. Er was een apart douanecompartiment dat later een coupé eerste klasse werd. Er was ook een keuken, die al snel niet meer gebruikt werd omdat die bij zulke korte treinstellen niet rendabel te exploiteren viel. Er werd later een afdeling tweede klasse van gemaakt met behulp van ramen en zitbanken uit reeds gesloopte treinstellen Mat '46.
Van de twaalf Beneluxstellen werden er vier gebouwd voor rekening van de Nationale Maatschappij der Belgische Spoorwegen (NMBS) met de nummers 220.901 t/m 220.904 en acht voor rekening van de Nederlandse Spoorwegen met de nummers 1201 t/m 1208, aangezien de af te leggen kilometers op Belgisch respectievelijk Nederlands grondgebied ongeveer in deze verhouding liggen. Aan treinstellen werd op deze route de voorkeur gegeven omdat hiermee het omrijden van de locomotief op het kopstation Antwerpen-Centraal en op de eindstations kon vervallen.
De diensten tussen Brussel en Amsterdam werden bijna dertig jaar door deze treinstellen onderhouden. Er zijn proeven gedaan op het traject Brussel – Luxemburg, doch de motoren bleken niet sterk genoeg voor dit tamelijk hellingrijke traject.
In 1986 werden deze treinstellen vervangen door NS-Intercityrijtuigen, getrokken of geduwd door een NMBS-locomotief HLE 11. Enige stellen reden nog tot januari 1988 in de binnenlandse dienst tussen Amsterdam en Vlissingen en werden daarna afgevoerd.
Ten tijde van de bouw van de Willemsspoortunnel in Rotterdam tussen 1990 en 1994 heeft de kop van de ABk 1205, genummerd als ABk 1990, bij het station Rotterdam Blaak gestaan als onderdeel van een expositie over de bouw van de tunnel. Na voltooiing van de tunnel is de kop verplaatst en na enkele jaren gesloopt.

### Bewaard treinstel
Van de Beneluxtreinstellen is één exemplaar, het Belgische treinstel 220.902, in Leuven (België) bewaard gebleven. Dit treinstel is niet rijvaardig en uiterlijk in slechte staat. Op 15 juni 2013 kondigde de Stichting Hondekop aan dat men de 220.902 uit België naar Nederland wil halen. In juli 2015 heeft de Stichting dit treinstel van de NMBS overgenomen. Op 14 juli 2017 is dit treinstel weer naar Nederland gekomen. Opmerkelijk is de manier waarop dat gebeurde: het treinstel moest gekoppeld worden met remwagens en dat ging het makkelijkst door de twee bakken te verwisselen en met de neuzen tegen elkaar te zetten. In Roosendaal is een begin gemaakt met de revisie. Het ligt in de bedoeling het weer in rijvaardige staat te brengen voor ritten samen met de reeds gereviseerde Hondekop 766.
Het treinstel is als rijdend industrieel erfgoed ingeschreven in het Register Railmonumenten met een A-status, wat betekent dat het wordt beschouwd als een unieke vertegenwoordiger van een voor Nederland representatief type railvoertuigen.

## Afbeeldingen

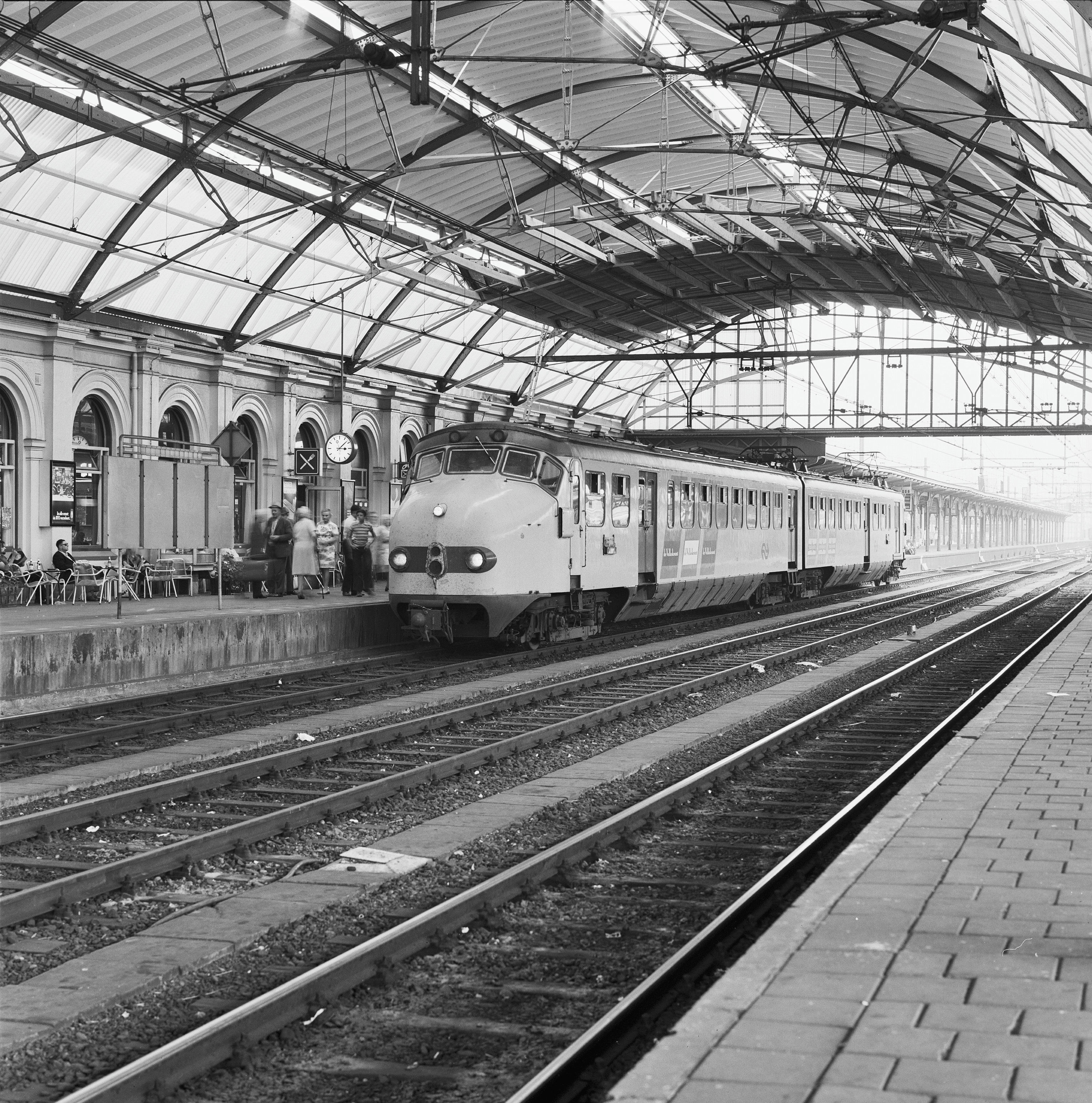
Tweewagenstel uit de serie Plan Q te Zwolle in 1973.
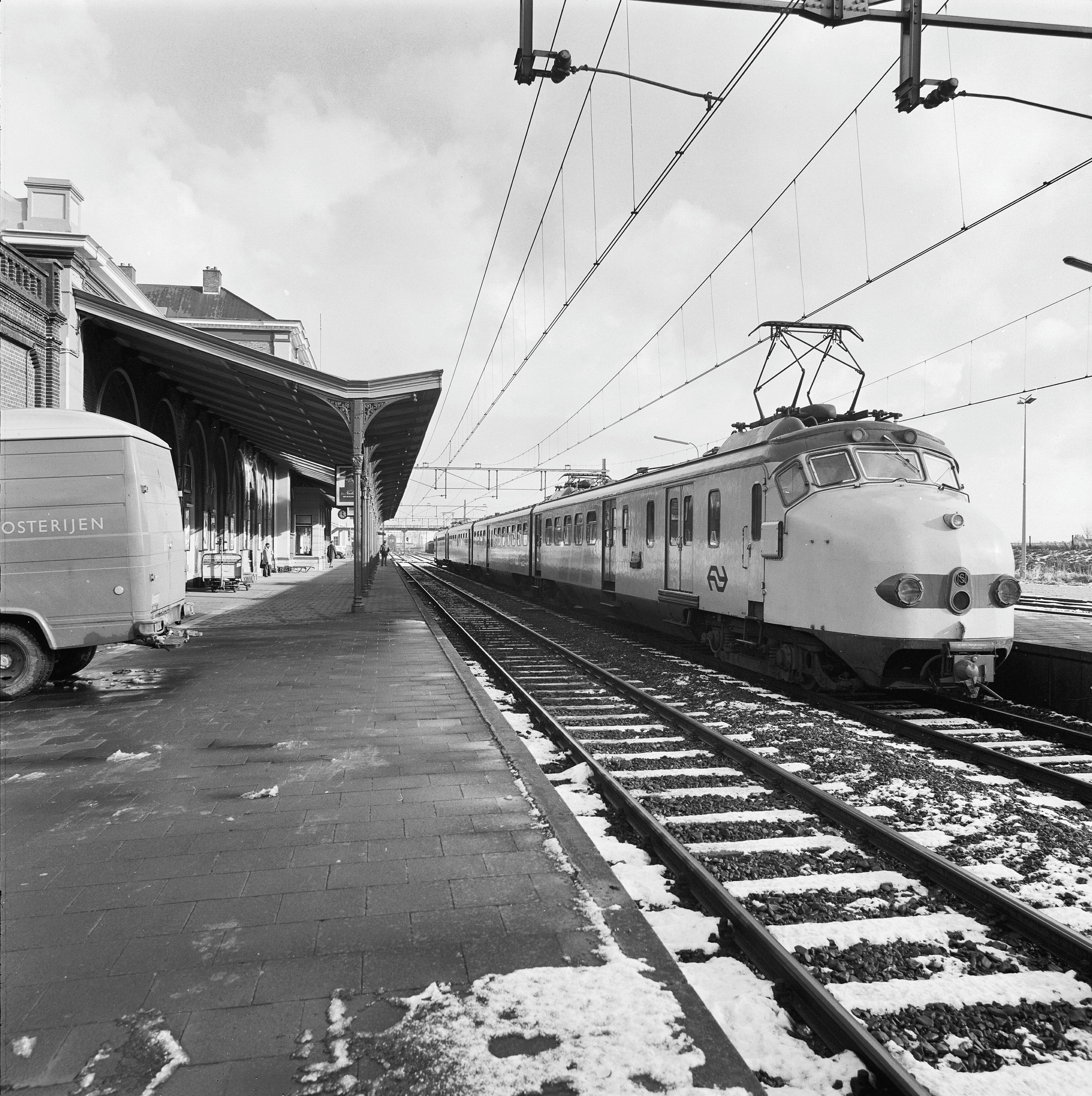
Vierwagenstel uit de serie Plan F te Middelburg in 1973.
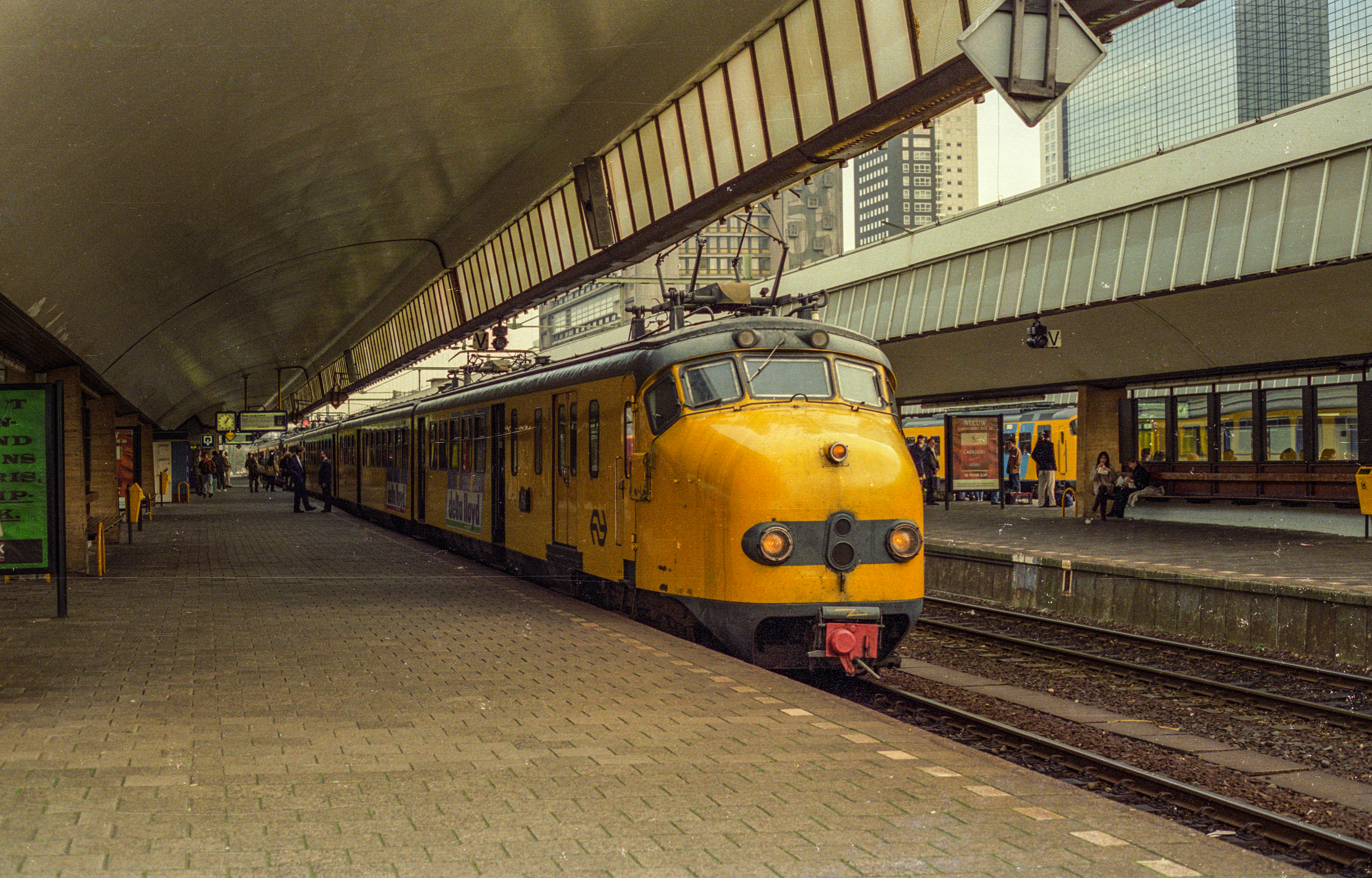
Een gele Mat '54 in Rotterdam.
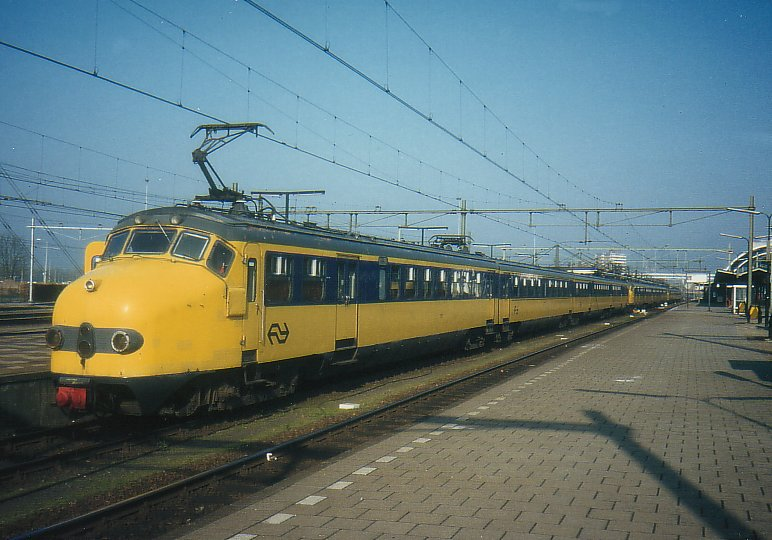
Intercity-Hondekop 777 te Zwolle in 1995.
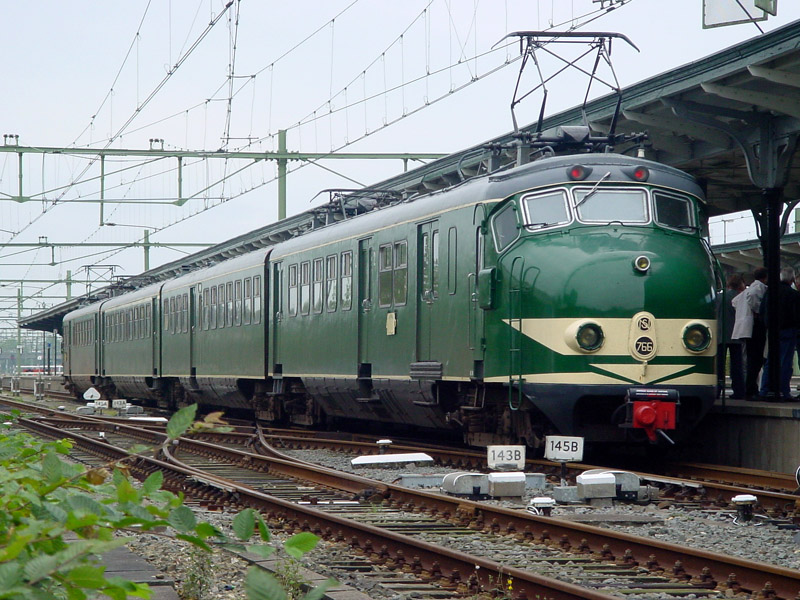
Het bewaard gebleven treinstel 766
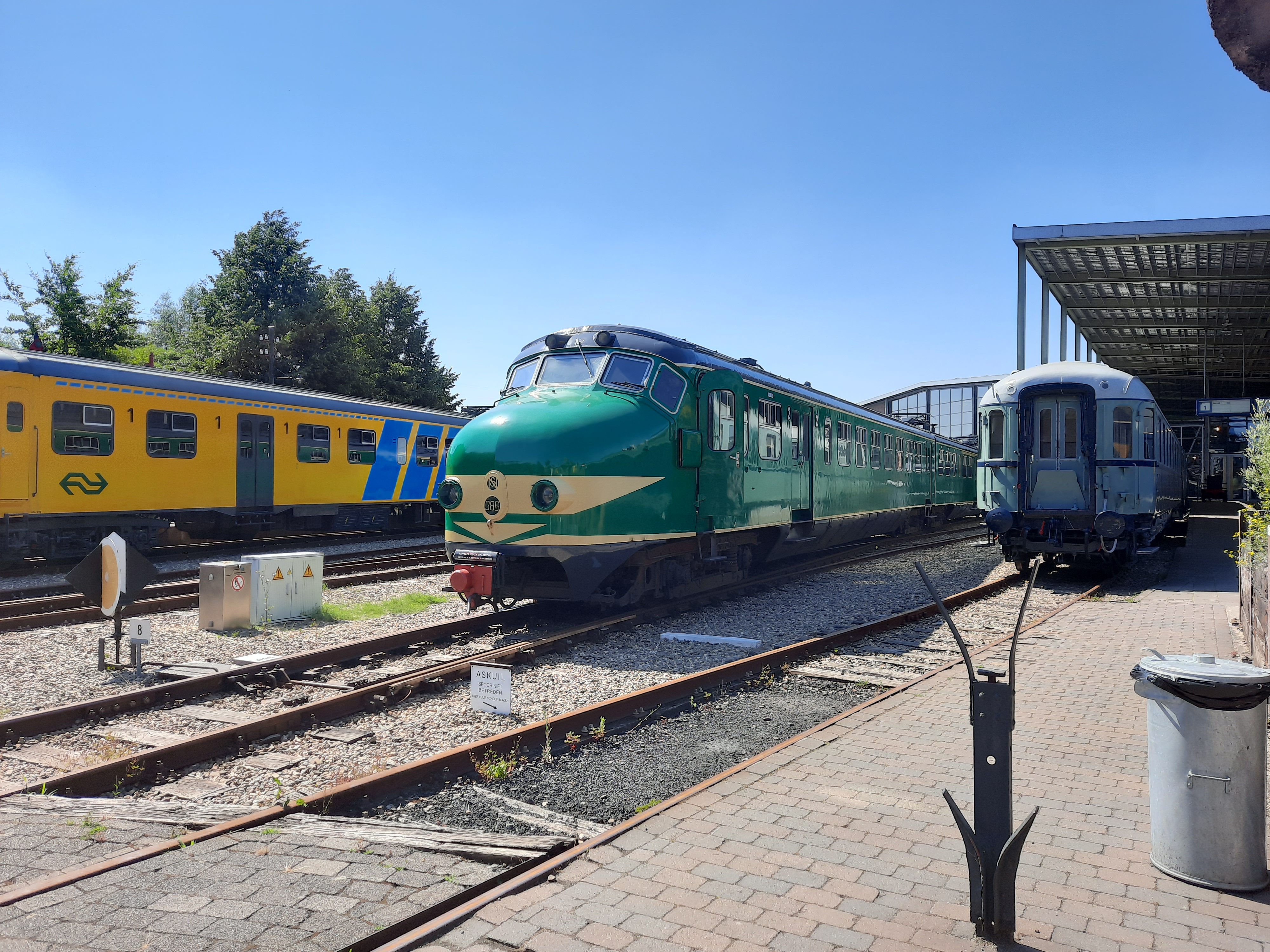
Mat '54 386 in Het Spoorwegmuseum

### Interieurfoto's

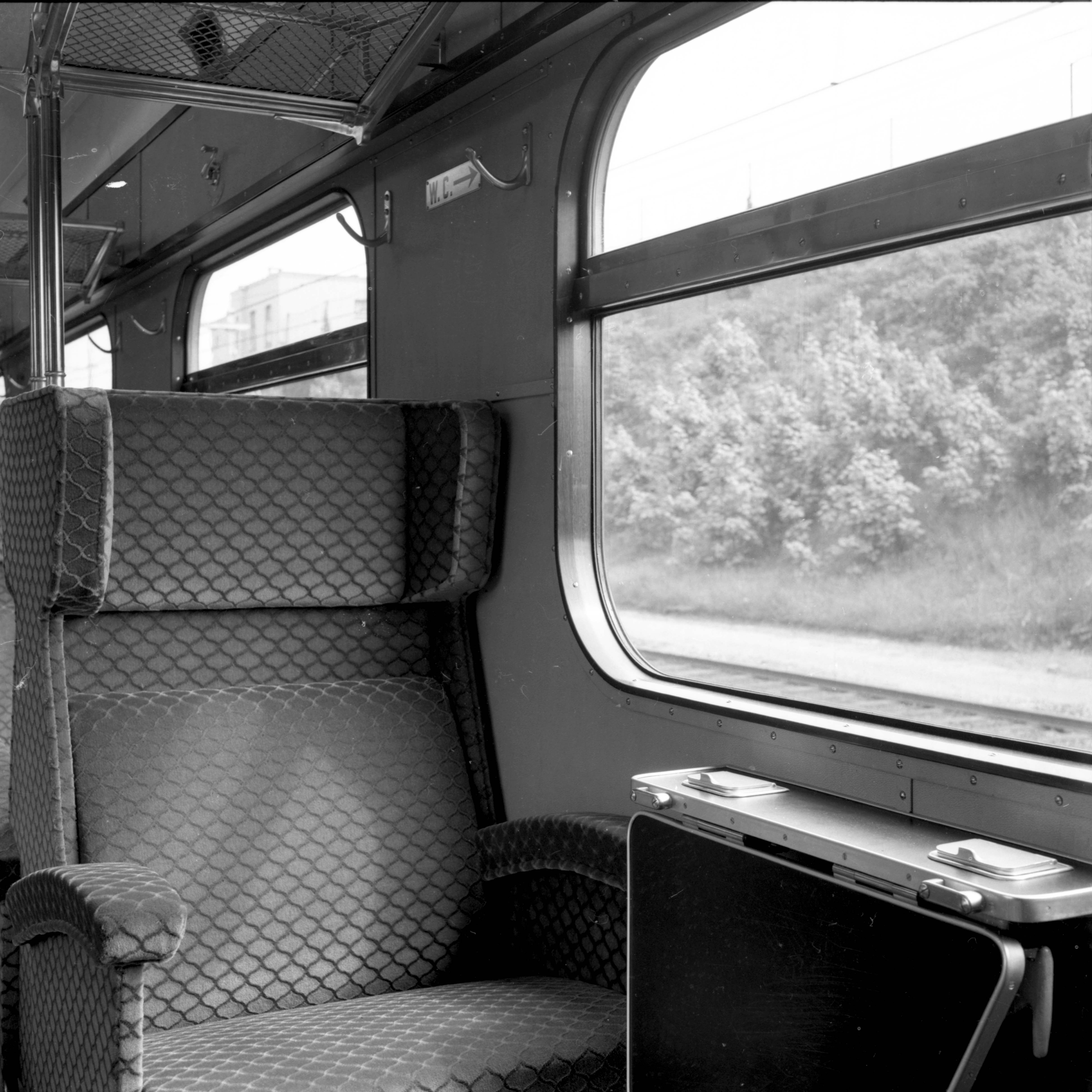
Interieur Mat '54 1e klasse
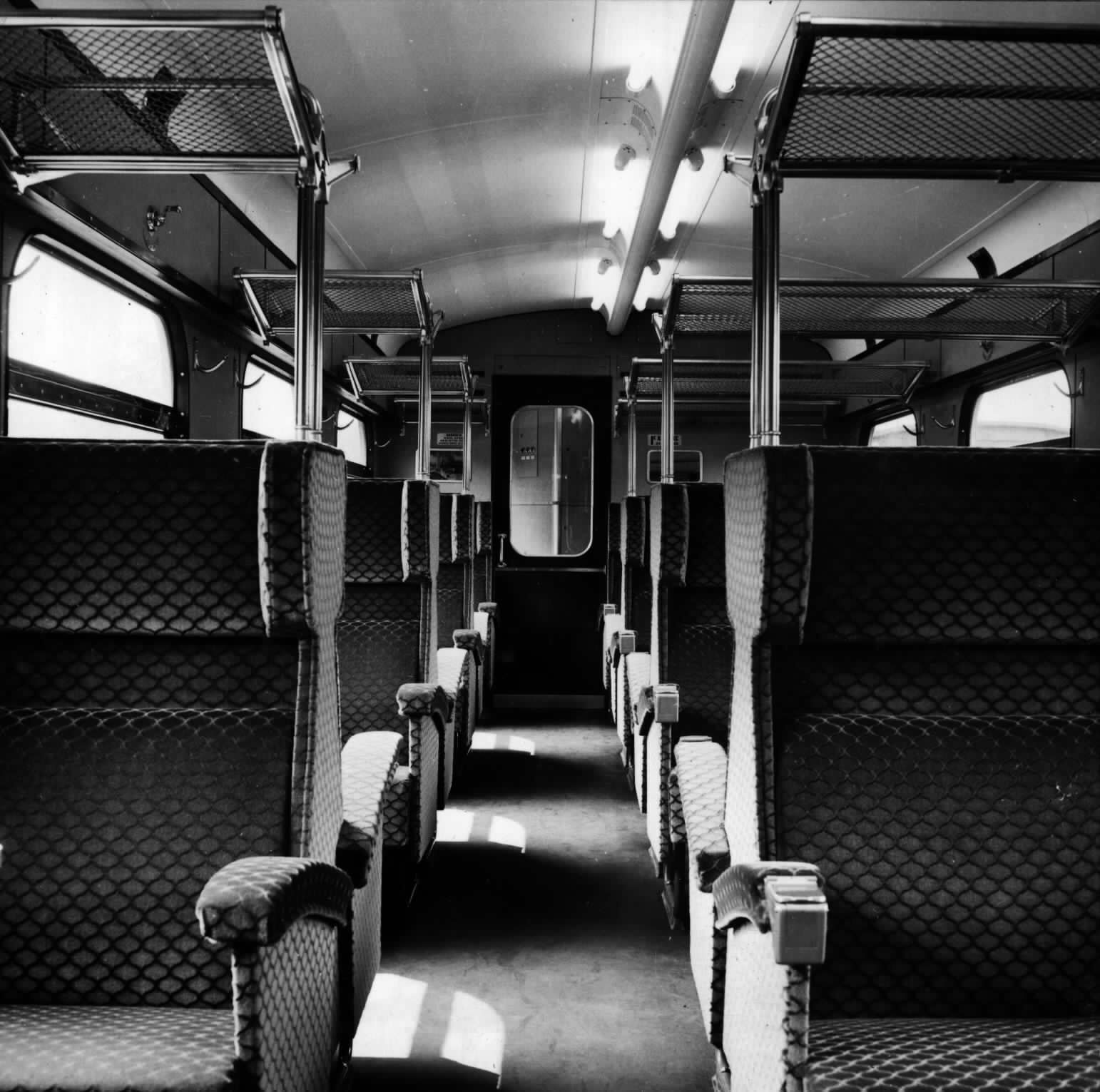
Interieur Mat '54 1e klasse
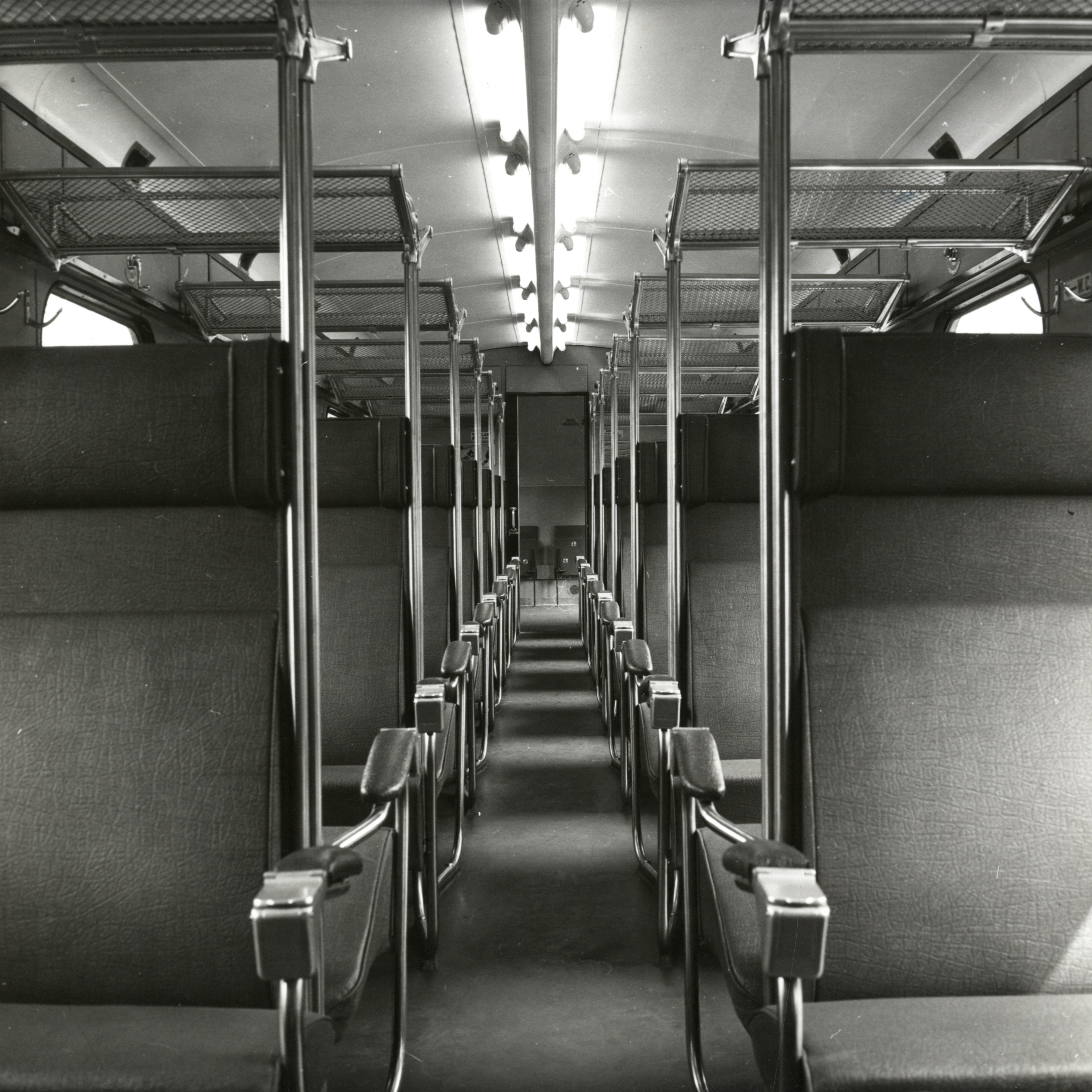
Interieur Mat '54 2e klasse
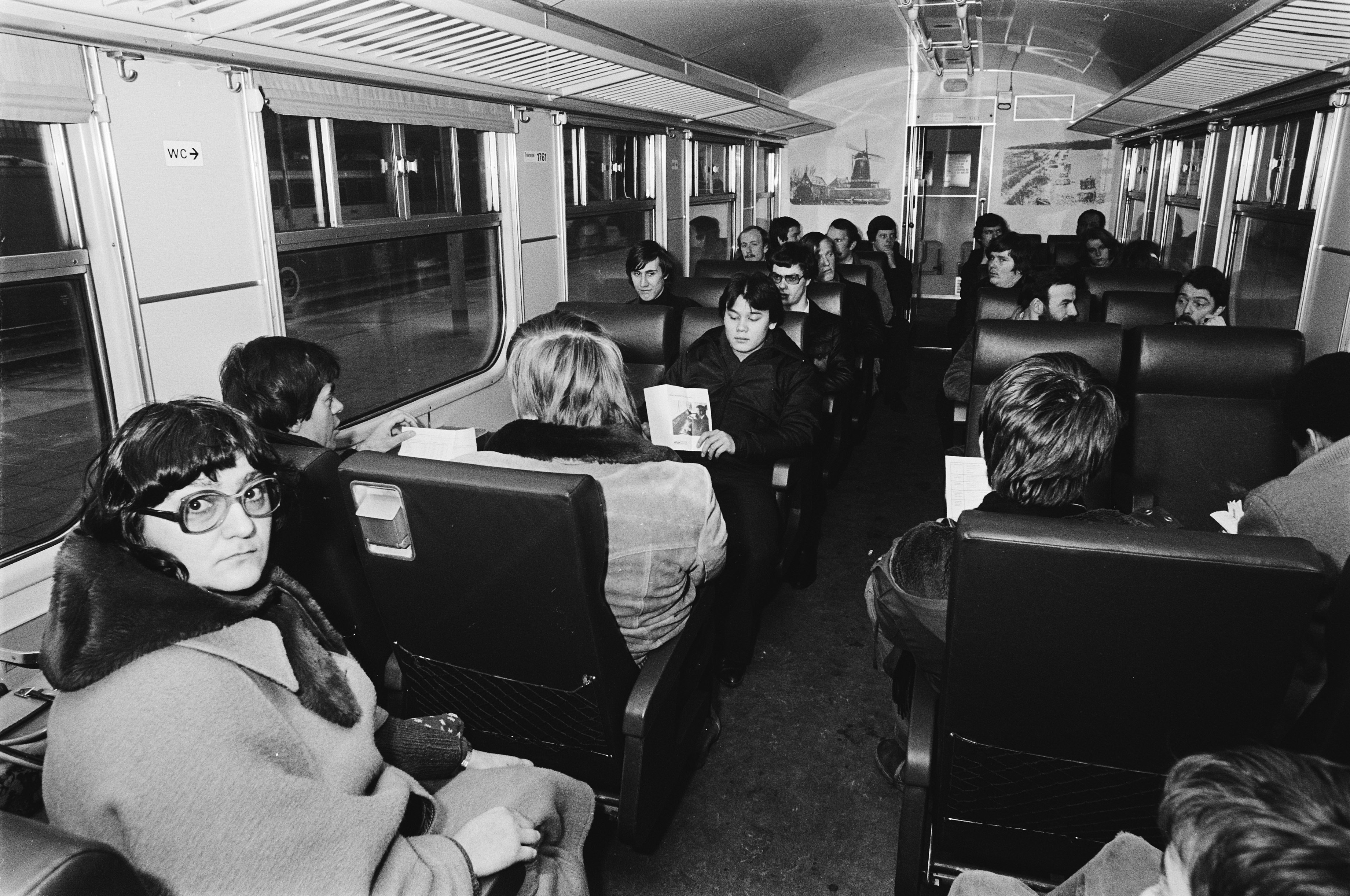
Interieur 2e klasse
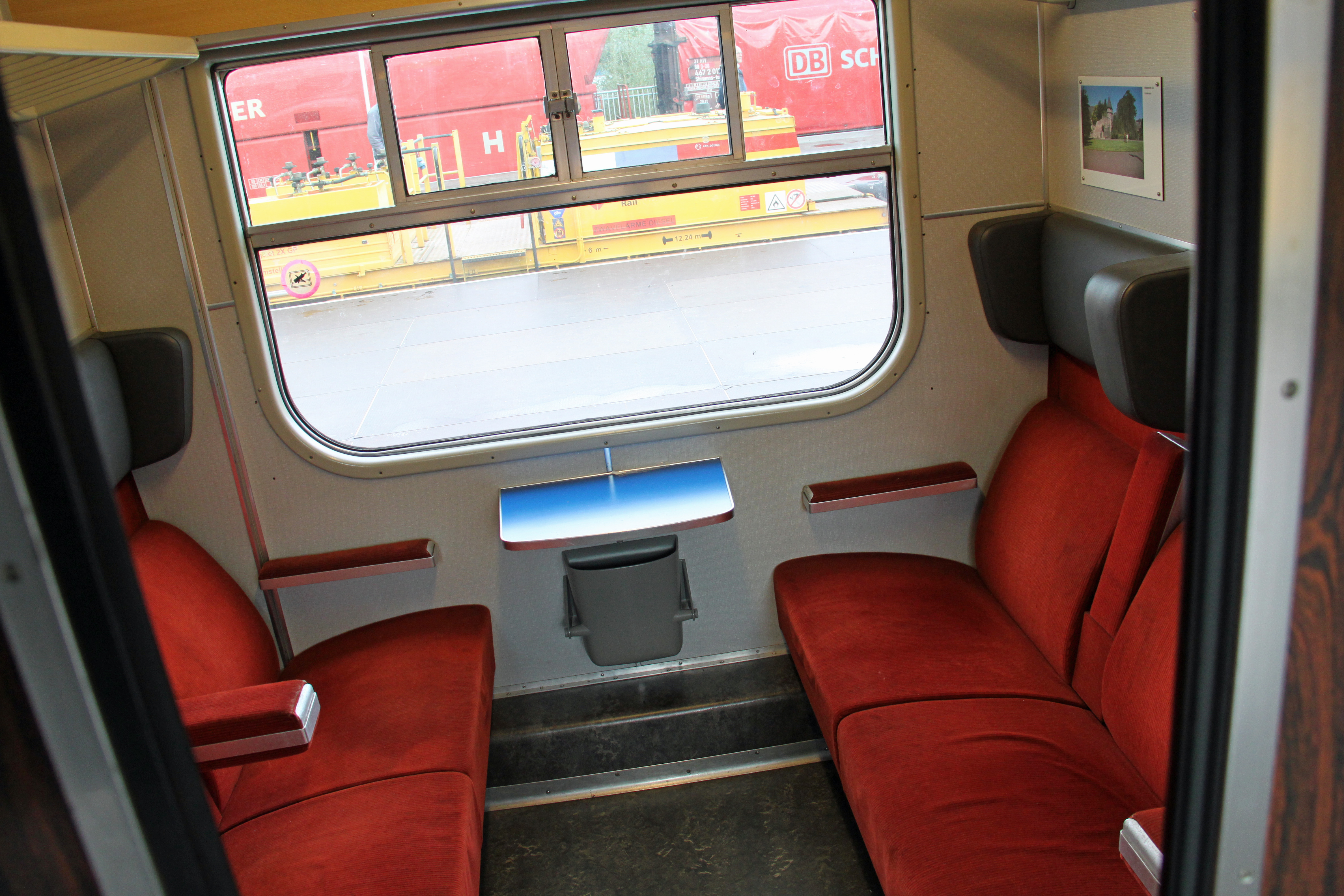
Interieur 1e klasse
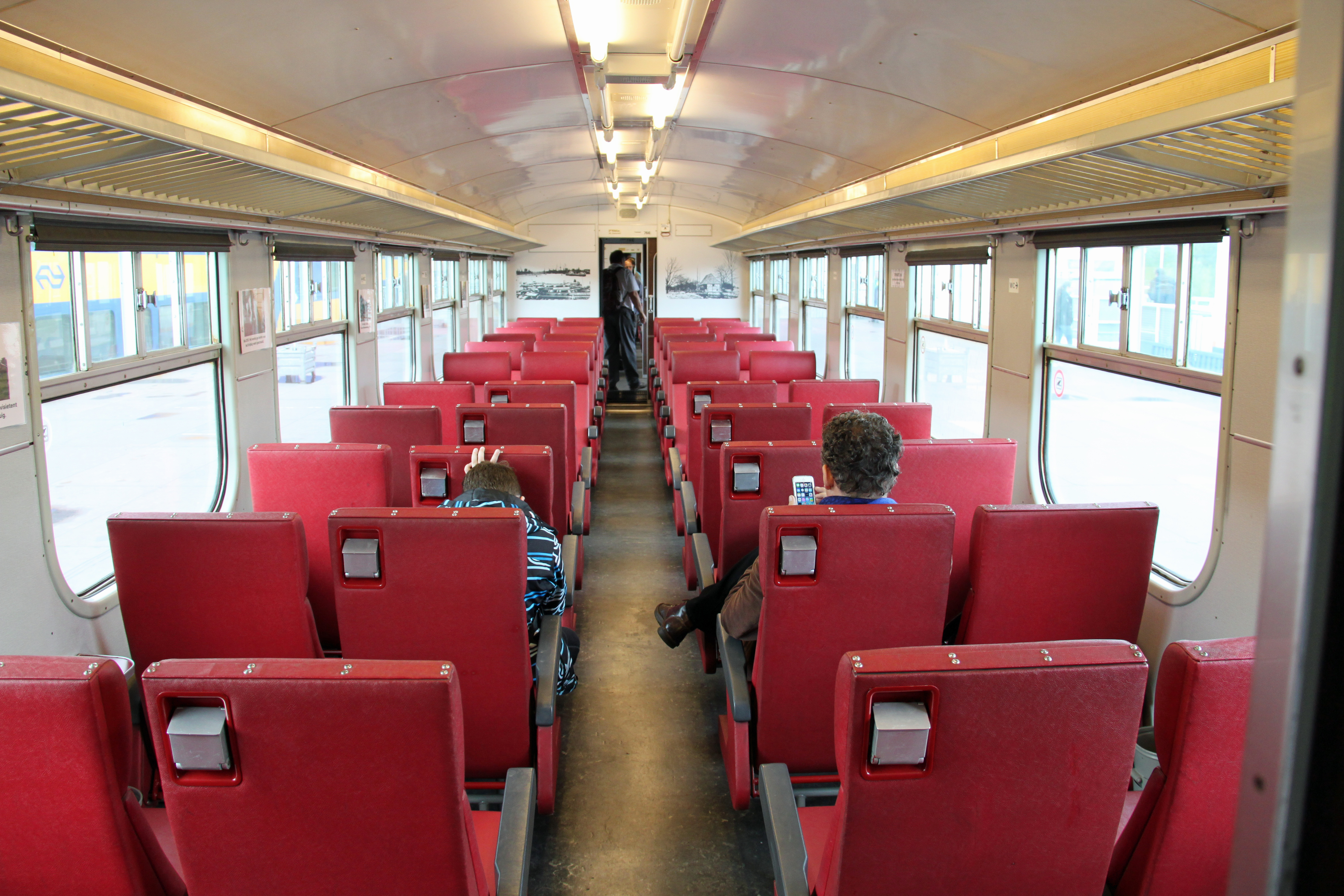
Interieur 2e klasse
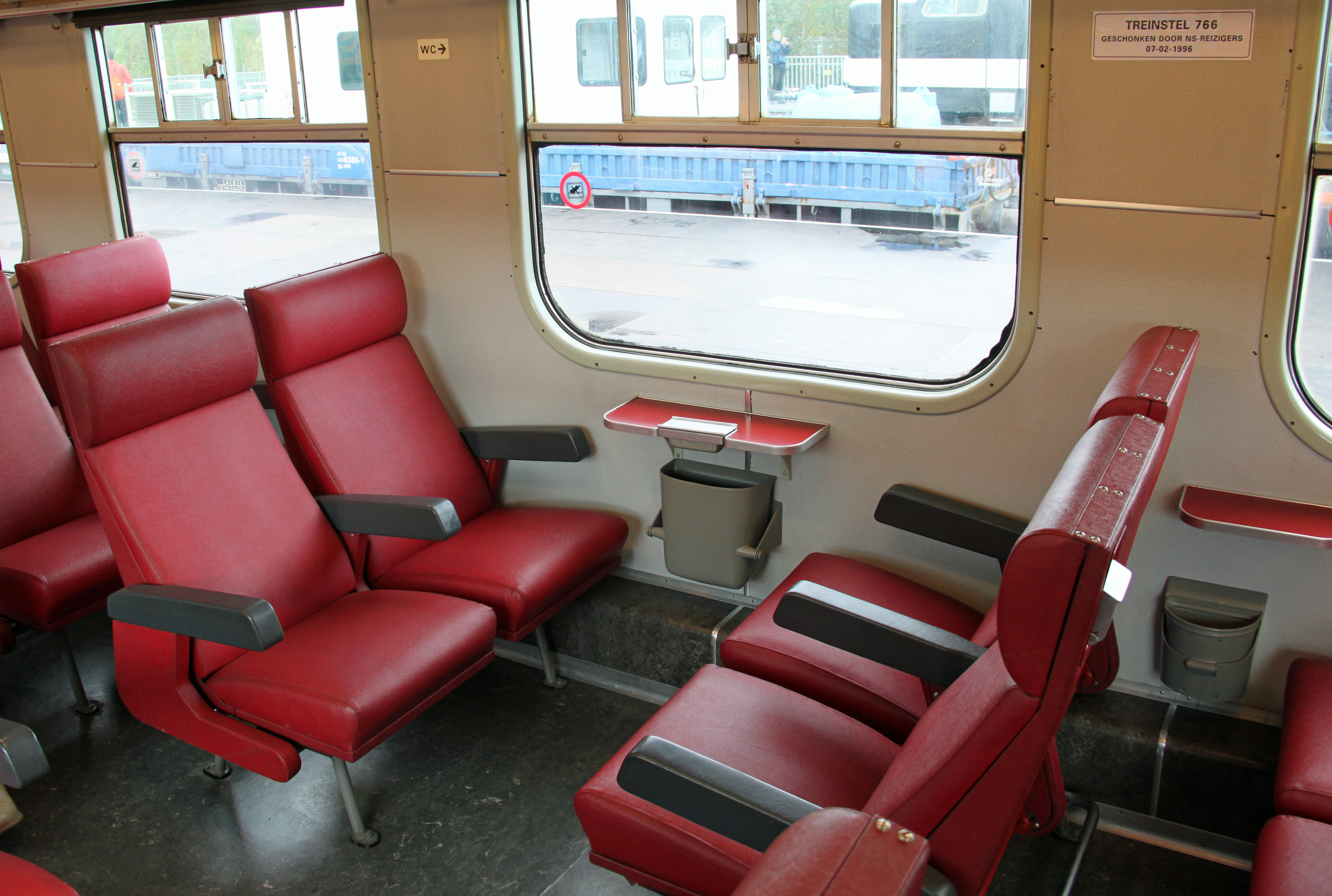
Interieur 2e klasse
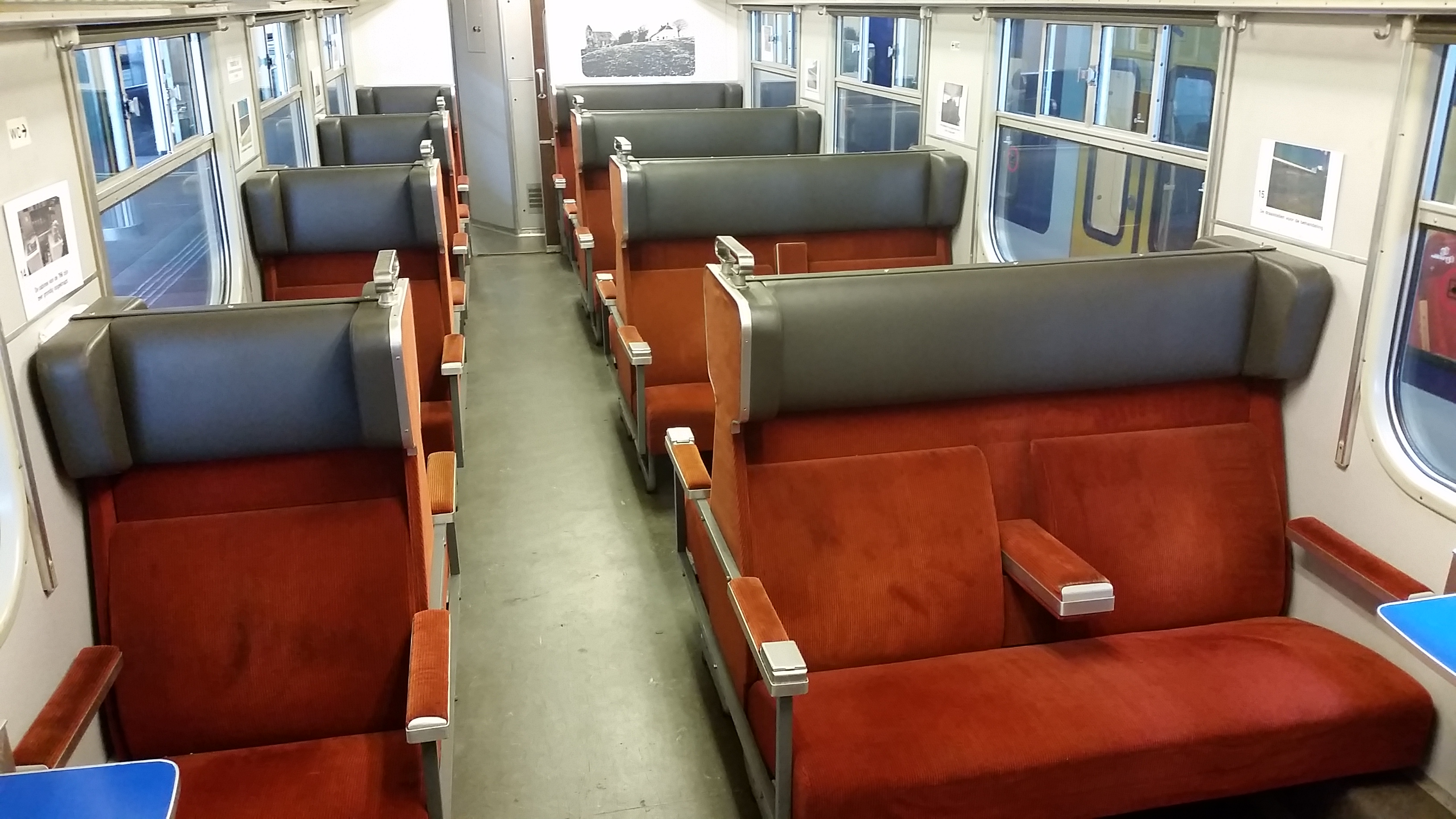
Interieur 1e klasse
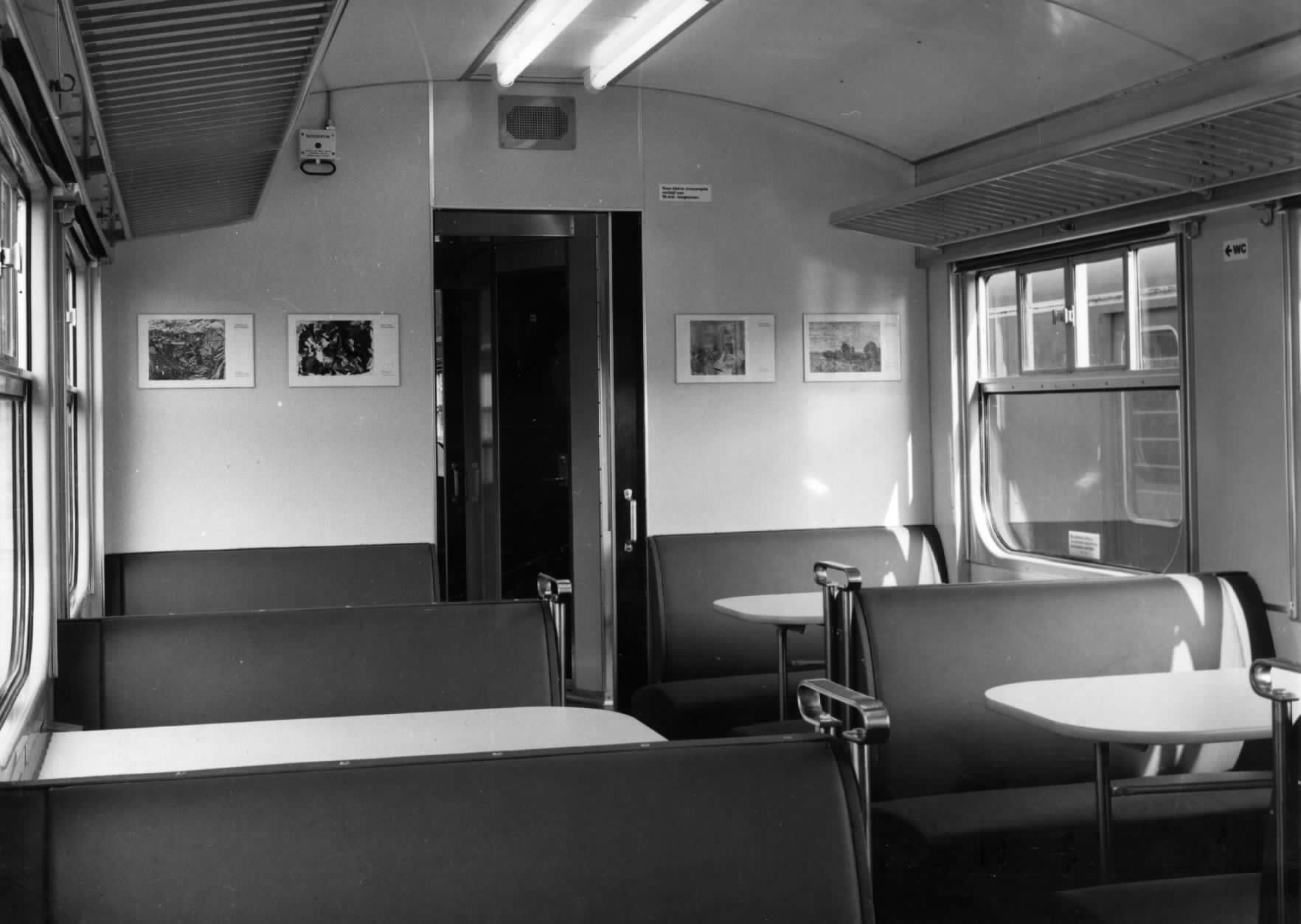
Restauratie-afdeling
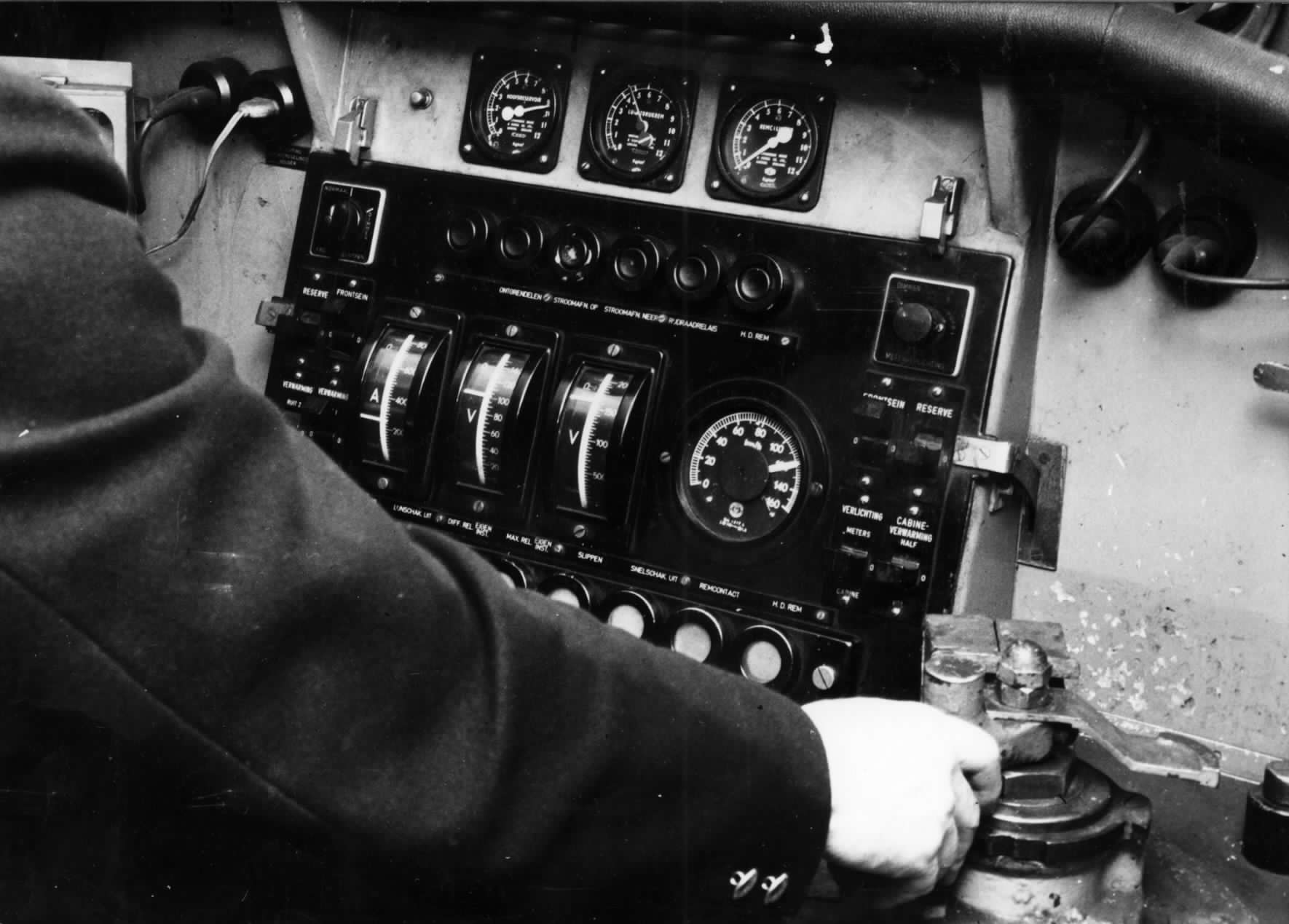
Stuurtafel